# Alessandro Lessona

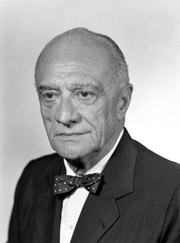
Alessandro Lessona als Senator der neofaschistischen MSI (1963)

Alessandro Lessona (* 9. September 1891 in Rom; † 10. November 1991 in Florenz) war ein italienischer Heeresoffizier und faschistischer Politiker. Von 1936 bis 1937 war Lessona der Kolonialminister und als solcher maßgeblich für die Einführung von Rassengesetzen in Italienisch-Ostafrika und Italienisch-Libyen verantwortlich. Nach dem Zweiten Weltkrieg engagierte er sich in der neofaschistischen Partei Movimento Sociale Italiano (MSI).

## Leben
Lessona wurde am 9. September 1891 als Sohn von Carlo, einem Juristen, und Agnese Pirzio Biroli in Rom geboren. Er besuchte das Gymnasium in Pisa, wo sein Vater an der juristischen Fakultät lehrte. Zunächst schrieb sich Lessona für Jura ein, jedoch brach er sein Universitätsstudium ab, um 1910 in die Militärschule in Modena einzutreten, die er 1912 als Unterleutnant der Kavallerie verließ. Bei Ausbruch des Ersten Weltkriegs war er Leutnant, 1917 Hauptmann, und verbrachte seine Zeit an verschiedenen Fronten, allerdings nicht immer im Fronteinsatz. Für ein Unternehmen in Monfalcone an der Isonzofront am 15. Mai 1916 wurde er mit der Tapferkeitsmedaille in Silber ausgezeichnet. An der Makedonischen Front erlangte er einige Kenntnisse über die Situation auf dem Balkan, anschließend wurde er dem II. Armeekorps an der Westfront unter General Alberico Albricci abgestellt. Aufgrund seiner Erfahrungen und vielleicht auch wegen seiner Französischkenntnisse war Lessona während der Pariser Friedenskonferenz Sekretär des italienischen Generalstabschefs Armando Diaz.
Mit 27 Jahren wurde Lessona, ohne einen Abschluss gemacht zu haben, im Jahr 1919 der Generalinspektion des Heeres zugeteilt, und 1920 und 1921 wurde er Unterstaatssekretär im Kriegsministerium. Im Jahr 1922 war er im Pferdeinspektorat, anschließend Kommandeur der III. Kavalleriebrigade. 1923 folgte die Beurlaubung, und er zog in das Haus seiner Mutter nach Chiavari (der Vater war bereits 1919 verstorben). Von dort aus näherte sich der Monarchist Lessona der faschistischen PNF an und wurde – auch mit Hilfe römischer Kontakte – ein Kandidat der Faschisten für die Abgeordnetenhauswahl im April 1924. Lessona zog als einer von sieben faschistischen Abgeordneten aus Ligurien in das Parlament in Rom ein. Zwischen 1924 und 1928 konzentrierte er sich auf die Ausweitung seines politischen Einflusses und stieg zu einer führenden Persönlichkeit der italienischen Politik auf. Im Jahr 1925 unternahm er eine Geheimmission nach Albanien, wo er in den Vorbereitungsprozess zum Tiranapakt involviert war. Auch bot sich Lessona an als Vermittler zwischen ligurischen Erdölunternehmen mit Interessen in Albanien einerseits und den staatlichen Stellen Italiens andererseits. 
Nach dem Ende des Zweiten Weltkrieges trat Lessona Anfang der 1950er Jahre der neofaschistischen Partei MSI bei. Von seinen Parteifreunden wurde ihm allerdings vorgehalten, dass er sich nach dem Sturz Mussolinis 1943 nicht zur faschistischen Italienischen Sozialrepublik bekannt habe. In der Folge sympathisierte er deshalb mit der monarchistisch orientierten Rechten von Achille Lauro und wurde Parteisekretär der Partito Monarchico Popolare (PMP), die allerdings nur bis 1959 bestand.
In den 1960er Jahren rückte Lessona noch einmal in das öffentliche Rampenlicht, nachdem der Journalist Angelo Del Boca seine ersten Recherchen über den Einsatz von Giftgas im Abessinienkrieg veröffentlicht hatte. Lessona bestritt den verbotenen Einsatz durch das faschistische Regime in der rechten Presse und verschaffte sich damit Sympathien bei den Rechten und vielen ehemaligen Kriegsteilnehmern. In der Folge gelang es ihm bei den Parlamentswahlen 1963 in den Reihen der MSI im Wahlkreis Florenz in den Senat einzuziehen. Bei den Wahlen 1968 konnte er sein Mandat jedoch nicht verteidigen. Danach zog er sich weitgehend aus dem öffentlichen Leben zurück.